# Tsjarbach
Tsjarbach (Armeens: Չարբախ) is een metrostation in de Armeense hoofdstad Jerevan.
Tsjarbach is een van de bovengrondse metrostations op Lijn 1 van de metro van Jerevan. Het was het laatste station dat bijgebouwd werd en het werd geopend op 26 december 1996. Het station wordt gebruikt voor een aparte pendeldienst op een enkelspoor met het metrostation Shengavit. Vlak bij het metrostation bevindt zich het gelijknamig depot van de metro.

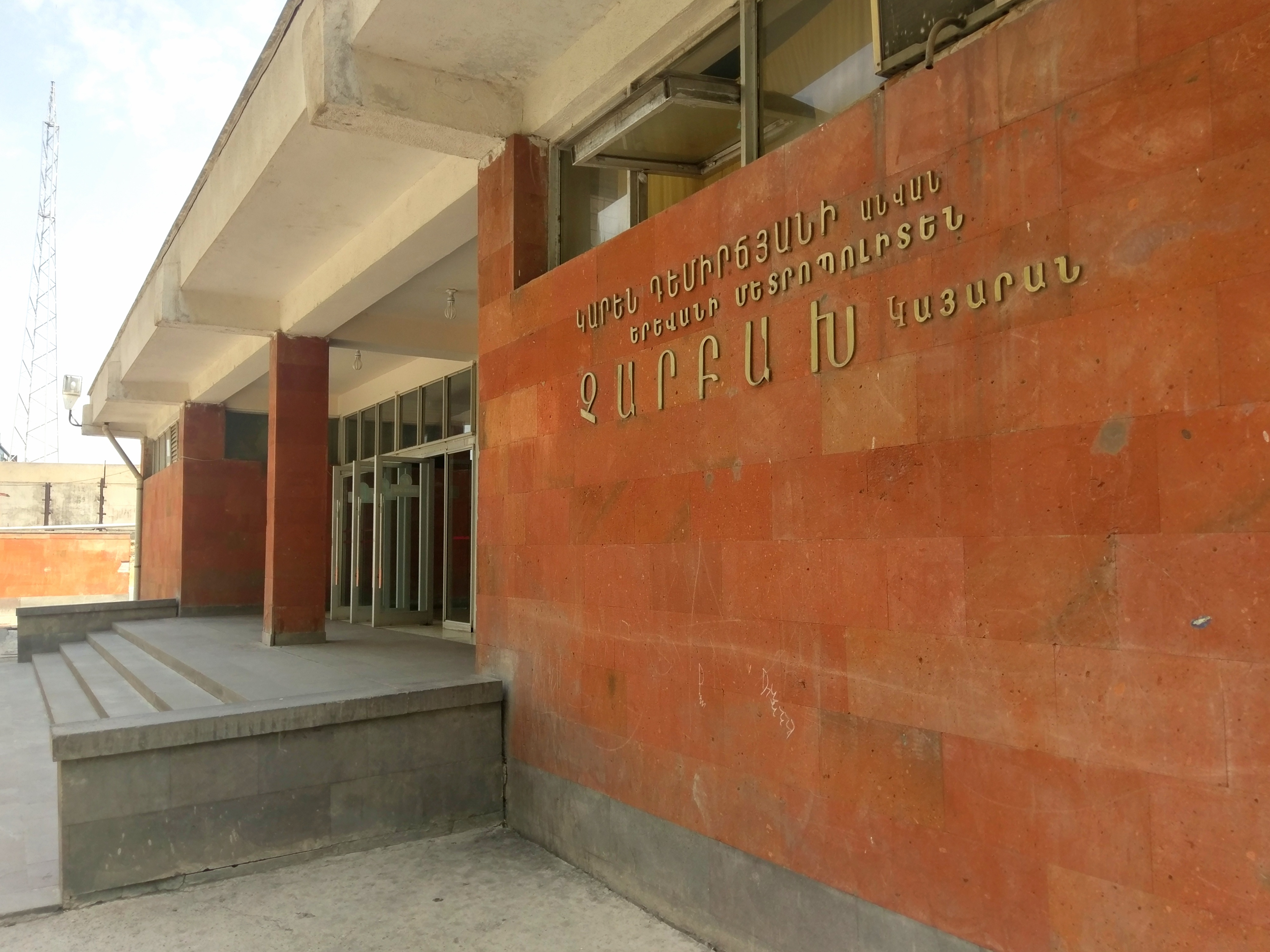